# Detroit (Teksas)

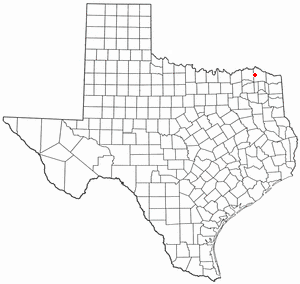
Miasto Detroit w stanie Teksas

Detroit – miasto w stanie Teksas w hrabstwie Red River w Stanach Zjednoczonych.
- Powierzchnia: 4,1 km²
- Ludność: 776 (2000)